# Kazuya Myodo
Kazuya Myodo (明堂 和也 Myodo Kazuya?), född 4 april 1986 i Toyama prefektur, är en japansk före detta fotbollsspelare.
Myodo började sin karriär 2005 i Japan Soccer College. Efter Japan Soccer College spelade han för Albirex Niigata Singapore, Albirex Niigata, Pattaya United FC och Kataller Toyama. Han avslutade karriären 2012.